# Refugio (ecología)

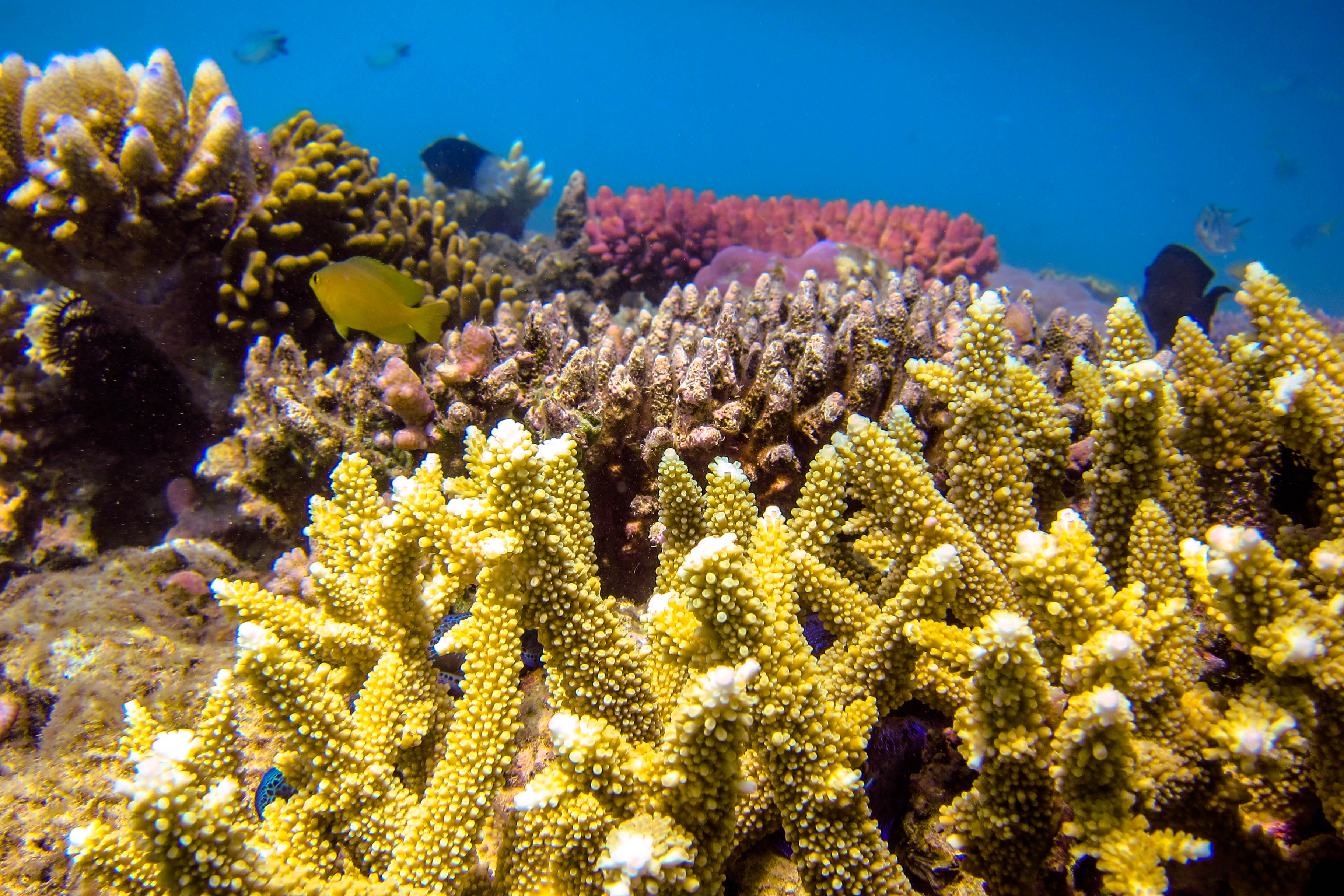
Biodiversidad de una comunidad de arrecife de coral

Un refugio es un concepto en biología y ecología, en el cual un organismo puede escapar de la depredación escondiéndose en un área en la que es inaccesible o difícil de encontrar. Según la dinámica poblacional, cuando existen refugios disponibles, la población de depredador y presa aumentan de forma significativa; así tales áreas pueden mantener un mayor número de especies.

## Refugios y biodiversidad

### Arrecifes de coral
Los arrecifes de coral proporcionan la manifestación más drástica de los efectos ecológicos de los refugios. Los arrecifes de coral que contienen muchos refugios presentan un 25% de especies de océano, aunque estos arrecifes representan solo un 0.1% del área de superficie del océano.  Además, los arrecifes de coral aumentan la diversidad no local al proporcionar tierras de puesta y un refugio para peces juveniles que viven en el océano abierto como adultos.

### Selvas tropicales
La gran diversidad de especies de las selvas tropicales se debe también en parte a la diversidad y gran número de refugios que presentan.